# Bonito (Bahia)
Bonito is een gemeente in de Braziliaanse deelstaat Bahia. De gemeente telt 14.326 inwoners (schatting 2009).